# 以色列驻华大使馆
以色列驻华大使馆（羅馬化：Šag°rirẇt Yiś°råʾel ḃaḂeyy°ġ’yn°g），是以色列国在中华人民共和国的最高外交代表机构。馆址位于中国北京市朝阳区天泽路17号。该使馆亦兼辖以色列在蒙古国的外交事务。

## 历史
1948年至1949年间，以色列向中国派駐了第一个外交代表機構，當時主要在上海辦公。1948年12月到1949年春天，大约有4,500名在華犹太人移民到以色列。1990年2月，以色列科學與人文學院联络处在北京成立。1992年1月24日，以色列与中华人民共和国建交，在北京设立大使馆。除了北京之外，以色列尚有駐上海、駐广州和駐香港總領事館。